# Ненси Вејк
Ненси Вејк (енгл. Nancy Wake; Велингтон, 30. август 1912 — Лондон, 7. август 2011) једна је од најодликованијих савезничких шпијунки из Другог светског рата. Међу гестаповцима је била позната под именом Бели миш. Била је једна од најтраженијих особа на листи Гестапоа, а за њену главу понуђена је награда од пет милиона франака.
Према речима тадашње аустралијске премијерке Џулије Гилард, која је прва известила јавност о њеној смрти, „изузетна храброст и сналажљивост Ненси Вејк и њени дрски подвизи спасли су животе стотина припадника савезничког особља и помогли да се оконча нацистичка окупација Француске”.

## Биографија
Ненси Вејк рођена је као Ненси Грејс Аугуста Вејк 1912. године у Велингтону, главном граду Новог Зеланда. Када је имала само две године њена породица преселила се у Сиднеј у Аустралији. Са само 16 година побегла је од куће и запослила се као медицинска сестра, а са 19 је успела да оствари свој сан и да оде у Европу. Студирала је новинарство у Лондону и потом била извештач Чикаго трибјуна из Париза. У Француској се удала за Хенрија Едмунда, богатог француског индустријалца, са којим је живела у Марсеју.
Још 1933. године, када је у Бечу интервјуисала Адолфа Хитлера, посветила се борби против растућег нацизма и заветовала се да ће да се бори против прогона Јевреја. Када је 1939. године објављен почетак Другог светског рата Ненси је била у Лонодну. Пријавила за борбу, али су је упутили да ради у кантини морнарице и ваздушних снага, што је примила с гађењем. Зато се вартила у Француску и
одмах активирала у Покрету отпора, као саботерка и шпијунка. Скривала је и кријумчарила мушкарце из Француске, преносила намирнице и фалсификоване документе, успостављала руте за бег и саботирала немачку инфраструктуру.
Године 1943. била је принуђена да, преко Шпаније, побегне у Лондон, где се прикључила британској обавештајној служби и прошла обуку за шпијунажу и саботажу. Одатле се вратила у Француску као службена шпијунка. и постала једна од вођа Покрета отпора у данима пред искрцавања савезника у Нормандији.
Када се после ослобођења вратила у Марсеј, сазнала је да јој је супруг мртав. Убрзо пошто је она отишла из града, ухватио га је Гестапо. Затворили су га, мучили и на крају убили, зато јер није хтео да ода где се она налази. Себе је кривила за његову смрт. До краја рата остала је верна свом мужу. Касније се поново удала за британског ратног пилота Џона Форварда са којим је у браку била 30 година, све до његове смрти 1997. године. Са њим је отишла у Аустралију, неко време се бавила политиком, а онда се вратила у Велику Британију где се пеназионисала 2001. Није имала деце.
Умрла је у старачком дому Лондону, 2011. године. Ову вест саопштила је тадашња премијерка Аустралије Џулија Гилард. По сопственој жељи њен пепео је расут у Монлисону у централној Француској, где је 1944. године предводила напад на локални штаб Гестапоа.

## Ратне активности
Пошто су је британски обавештајци обучили за шпијунажу и саботажу, Ненси Вејк је обучила и предводила 7.000 бораца француског Покрета отпора. Главни циљ њених дејстава био је слабљење немачке одбране уочи савезничког искрцавања у Нормандији, 1944. године. Дистрибуирала је оружје, новац и шифрарнике по окупираној Француској.
Никада није била ухваћена, због чега је доспела на прво место гестаповске листе најтраженијих одметника. Њена глава уцењена је на пет милона француских франака. Деловала је под различитим псеудонимима, али је најпознатија по надимку Бели миш, који су јој дали Немци због њене способности да увек избегне њихове замке. Део успеха ове шпијунке лежао је у њеном заносном изгледу. Њени надређени сматрали су да није савршени тајни агент и да неће ће потрајати дуго иза непријатељских линија, јер је била страствена, импулсивна и привлачила пажњу. Ипак, она их је демантовала. Према речима њеног биографа Питера Фицсимонса „Немци су трагали за неким ко је попут њих - агресиван, наоружан - а она се у то није уклапала”. Иако је била у сталном бегу и обављала најтеже задатке, никада није занемаривала свој изглед. Фризура, шминка, елегантна одећа и високе потпетице увек су красиле гламурозну и лепу Ненси. Када је причао о њој, један њен колега описао ју је речима: „Она је најженственија жена коју познајем, до тренутка кад почне борба. Тада постаје као пет мушкараца.”
О свом деловању током рата Ненси Вејк је једном приликом изјавила:
| „ | Слобода је једино за шта вреди живети и борити се. Док сам обављала свој посао није ми било битно хоћу ли умрети, јер без слободе нема смисла ни живети. | ” |

## Одликовања и почасти
За своје заслуге током Другог светског рата добила је највеће француско војно одликовање, Национални орден Легије части, три ратна крста и медаљу Покрета отпора. У Сједињеним Америчким Државама добила је Медаљу слободе, у Великој Британији Џорџову медаљу, а одликована је и у Аустралији.
Њен живот је био инспирација писцу Себастијану Фолксу за књигу Шарлот Греј, по којој је снимљен истоимени филм у ком насловну улогу тумачи Кејт Бланчет.
| Одликовање                                | Држава                    | Опис                                  | Датум уручења     | Напомене                                                                    |
| ----------------------------------------- | ------------------------- | ------------------------------------- | ----------------- | --------------------------------------------------------------------------- |
| Ribbon of the AC                          | Аустралија                | Орден Аустралије (Order of Australia) | 22. фебруар 2004  | Признање за значајан допринос и залагање током рата                         |
| Ribbon of the GM                          | Уједињено Краљевство      | Џорџова медаља (George Medal)         | 17. јул 1945      | За посебне операције у француској                                           |
| Ribbon of the 1939–1945 Star              | Уједињено Краљевство      | Звезда 1939—1945 (1939–1945 Star)     |                   | [ 10 ]                                                                      |
| Ribbon of the France & Germany Star       | Уједињено Краљевство      | Француска и Немачка звезда            |                   | [ 11 ]                                                                      |
| Ribbon of the Defence Medal               | Уједињено Краљевство      | Медаља за одбрану                     |                   | [ 11 ]                                                                      |
| Ribbon of the War Medal                   | Уједињено Краљевство      | Ратна медаља 1939–1945                |                   | [ 11 ]                                                                      |
| Ribbon of the Legion of Honor – Chevalier | Република Француска       | Витез Легије части                    | 1970              | [ 12 ]                                                                      |
| Ribbon of the Legion of Honor – Officier  | Република Француска       | Официр Легије части                   | 1988              | [ 12 ]                                                                      |
| Ribbon de la croix de guerre              | Република Француска       | Француски Ратни крст                  |                   | са две палме и звездом                                                      |
| Ribbon de la Médaille de la Résistance    | Република Француска       | Медаља Покрета отпора                 |                   | [ 14 ]                                                                      |
| Ribbon of the PMOF                        | Сједињене Америчке Државе | Медаља слободе                        |                   | са бронзаном палмом (за заслуге током Другог св. рата додељено је само 987) |
| RSA Badge in Gold                         | Нови Зеланд               | Златна значка                         | 15. новембар 2006 | [ 17 ]                                                                      |